# Armand Pierre de La Croix de Castries
Pour les articles homonymes, voir de La Croix et Castries.
Pour les autres membres de la famille, voir Famille de la Croix de Castries.
Armand Pierre de La Croix de Castries, né vers 1659, mort le 15 avril 1747, est un prélat français des XVIIe et XVIIIe siècles. Il est successivement archevêque de Tours puis archevêque d'Albi. 

## Biographie
Il est le fils de René Gaspard de La Croix (1611-1674), premier marquis de Castries, et d'Isabelle de Bonzi, fille d'un sénateur de Florence.
Docteur en Sorbonne, Armand Pierre de La Croix de Castries commença sa carrière sous la protection de son oncle maternel, le cardinal de Bonzi, qui lui donna en commende les abbayes de Valmagne, dont il prit possession par procurateur le 6 septembre 1698, et de Saint-Chaffre. Il fit rebâtir le cloître de cette dernière, et avec la contribution des moines, un hôpital sous l'invocation de saint François de Sales.
Archidiacre de Narbonne, il devint par la suite aumônier de la duchesse de Bourgogne (1697), puis premier aumônier de sa belle-sœur la duchesse de Berry (1710). Le 22 juillet 1719, l'abbé de Castries, porte à l'abbaye du Val-de-Grâce le cœur de la duchesse de Berry qui vient de mourir au château de la Muette. La santé ruinée par ses excès et des grossesses clandestines, la jeune princesse se trouvait enceinte, moins de quatre mois après un accouchement très laborieux.
En janvier 1717, il fut nommé archevêque de Tours. En février, il entra au conseil de Conscience. Il fut sacré archevêque par le cardinal de Noailles le 29 octobre 1719. Quelques jours plus tard, le siège d'Albi vint à vaquer. Il y fut nommé le 5 novembre. En 1735, il fit don à sa cathédrale d'un très bel orgue que l'on peut toujours voir.
Il fut fait commandeur de l'ordre du Saint-Esprit lors de la promotion du 24 mai 1733.

## Iconographie
- Anonyme, Portrait d'Armand-Pierre de Lacroix de Castries, huile sur toile, XVIIIe siècle. Conservée au château de Castries. Classé monument historique.

## Sources et bibliographie
- Devic C., Vaissète J., Histoire générale de Languedoc, tome IV, Toulouse, Privat, 1876.